# Endoreplicação
A endorreplicação (também chamada endociclo) é a replicação do genoma nuclear duma célula na ausência de mitose, o que leva a ter um elevado conteúdo de material genético e à poliploidía. A endorreplicação pode ser entendida simplesmente como uma variante do ciclo celular mitótico (G1-S-G2-M) no qual a mitose é completamente eludida, devido à modulação da actividade das quinases dependentes de ciclina (CDK). Em artrópodes, mamíferos e plantas podem ser encontrados exemplos de endorreplicação, o que sugere que é um mecanismo de desenvolvimento universal responsável pela diferenciação e a morfogénese de tipos celulares que realizam diversas funções biológicas. Ainda que a endorreplicação esteja normalmente limitada a tipos celulares específicos em animais, está bem mais difundida entre as plantas, de tal modo que a poliploidía pode ser detectada na maioria dos tecidos vegetais.

## Exemplos na natureza
Tipos celulares que se endorreplicam que foram estudados profundamente em organismos modelo

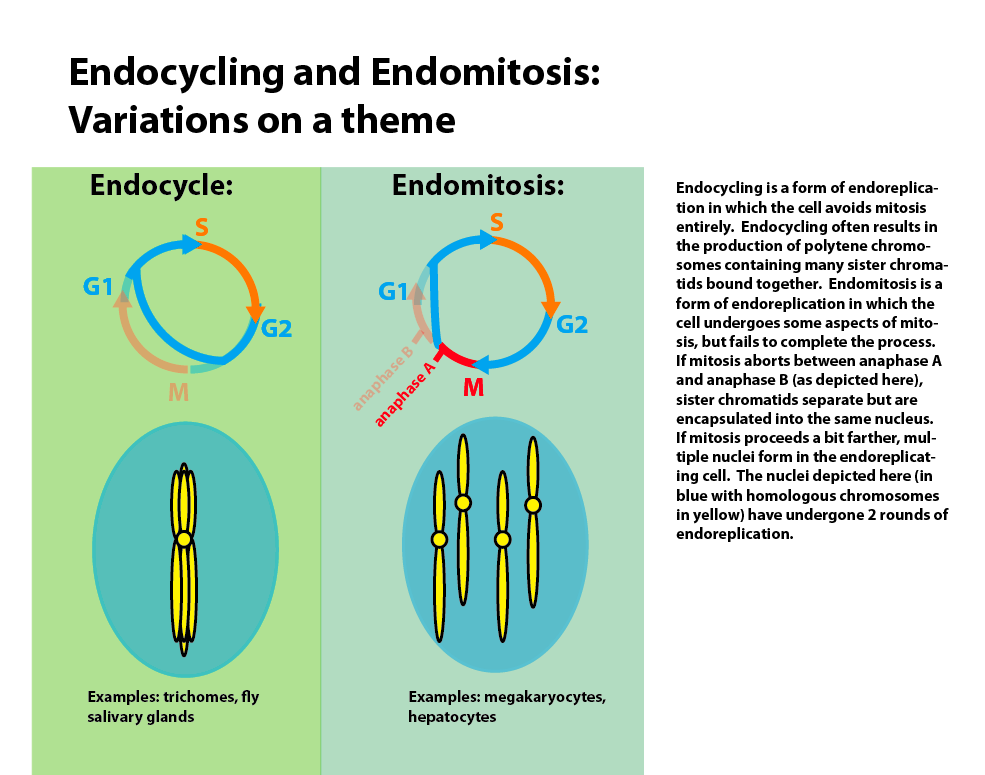
Endociclo face a endomitose.

| Organismo | Tipo celular                                      | Função biológica                                  | Cita   |
| --------- | ------------------------------------------------- | ------------------------------------------------- | ------ |
| mosca     | tecidos larvarios (incluindo glándulas salivares) | secreção, embrioxénese                            | [ 6 ]  |
| mosca     | folículo ovárico, células amas de cría            | nutrición, protecção de ovocitos                  | [ 7 ]  |
| roedores  | megacariocito                                     | formação de plaquetas                             | [ 8 ]  |
| roedores  | hepatocito                                        | regeneração                                       | [ 9 ]  |
| roedores  | célula gigante trofoblástica                      | desenvolvimento placentário, nutrición do embrião | [ 10 ] |
| plantas   | tricoma                                           | defesa ante os herbívoros, homeostase             | [ 11 ] |
| plantas   | célula da epiderme da folha                       | tamanho e estrutura da folha                      | [ 12 ] |
| plantas   | endosperma                                        | nutrición do embrião                              | [ 13 ] |
| nematodo  | hipoderma                                         | secreção, tamanho corporal                        | [ 14 ] |
| nematodo  | intestino                                         | desconhecida                                      | [ 15 ] |